# Oración burro
Las oraciones burro son oraciones que contienen un pronombre anafórico que se refiere a un antecedente indefinido o cuantificado. Estas oraciones plantean problemas semánticos y lógicos para su análisis e interpretación, ya que no se ajustan a las reglas estándar de la teoría de la referencia y la cuantificación. El pronombre en cuestión a veces se denomina pronombre de burro o anáfora de burro .

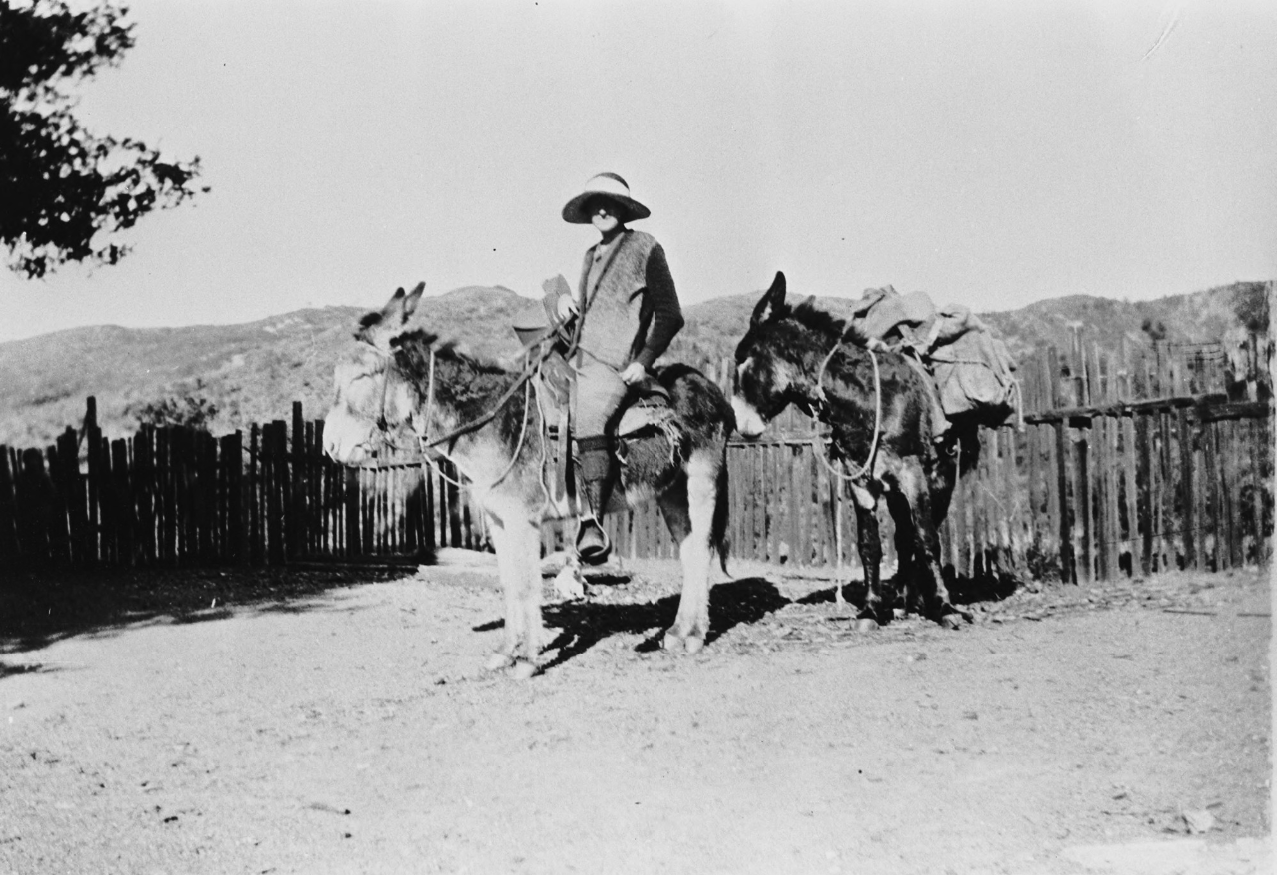
El nombre se remonta a los ejemplos de lógica medieval que involucran burros.

Barker y Shan definen un pronombre burro como "un pronombre que se encuentra fuera de la restricción de un cuantificador o la cláusula "if" de un condicional , pero choca con algún elemento de cuantificación dentro de él, generalmente un indefinido ". 
Las oraciones burro fueron introducidas en la discusión filosófica y lingüística moderna por Peter Geach .La dificultad radica en entender como los angloparlantes analizan este tipo de palabras en las oraciones.

Las cláusulas burro vienen en dos construcciones: cláusulas condicionales como (1) y cláusulas relativas como (2).
(1)Si un granjero tiene un burro, lo golpea. Peter Geach (1962),Reference and Generality.

(2)Todo granjero que posee un burro lo golpea.

(3)Todo policía que arresto a un asesino lo insultó.
Por ejemplo, en la oración "Todo granjero que tiene un burro lo golpea", el pronombre "lo" se refiere al burro de cada granjero, pero no hay un burro específico al que se pueda asignar. Estas oraciones plantean problemas semánticos y lógicos para su análisis e interpretación, ya que no se ajustan a las reglas estándar de la teoría de la referencia y la cuantificación. Hay varias propuestas para explicar cómo funcionan las oraciones burro, como la teoría de la presuposición dinámica, la teoría de los mundos posibles o la teoría del discurso.
La oración original de Peter Geach fue un contraejemplo a la propuesta de Richard Montague para una representación formal general de la cuantificación en el lenguaje natural.

## Historia
Estas oraciones se llaman así porque fueron introducidas por primera vez por el filósofo medieval Walter Burley, que usó el ejemplo latino "Omne homo habens asinum videt illum". Desde entonces, muchos lingüistas y lógicos han intentado dar una explicación formal y coherente de cómo se interpretan estas oraciones en el lenguaje natural.

## Teorías de las oraciones burro
Existen varias teorías para explicar el significado de las oraciones burro, cada una con sus ventajas y desventajas. Algunas de estas teorías son:
- La teoría del alcance: Esta teoría propone que el antecedente indefinido tiene un alcance más amplio que el pronombre anafórico, y que ambos se cuantifican sobre el mismo dominio. Por ejemplo, la segunda oración se interpretaría como: Para todo granjero x y todo burro y, si x tiene a y, entonces x golpea a y.
- La teoría del predicado restringido: Esta teoría propone que el antecedente indefinido forma parte de un predicado complejo que restringe la variable cuantificada por el sujeto. Por ejemplo, la segunda oración se interpretaría como: Todo granjero-que-posee-un-burro golpea al burro-que-tiene.
- La teoría del discurso dinámico: Esta teoría propone que el antecedente indefinido introduce una variable discursiva que se actualiza en cada punto del discurso. Por ejemplo, la segunda oración se interpretaría como: Hay un granjero x y hay un burro y tal que x tiene a y; x golpea a y; hay otro granjero z y hay otro burro w tal que z tiene a w; z golpea a w; etc.

### Teoría de la anáfora burro
Es habitual distinguir dos tipos principales de teorías sobre la semántica de los pronombres burro. Las propuestas más clásicas caen dentro del llamado enfoque teórico de la descripción , una etiqueta que pretende abarcar todas las teorías que tratan la semántica de estos pronombres como similar o derivada de la semántica de descripciones definidas . La segunda familia principal de propuestas se conoce con el nombre de teorías dinámicas , y modelan la anáfora de burro --y la anáfora en general-- bajo el supuesto de que el significado de una oración radica en su potencial para cambiar el contexto (entendido como la información compartida por los participantes). en una conversación). 

### Enfoques teóricos de descripción
Los enfoques teóricos de la descripción son teorías de los pronombres burro en los que las descripciones definidas juegan un papel importante. Fueron iniciados por el enfoque de tipo E de Gareth Evans , que sostiene que los pronombres burro pueden entenderse como términos de referencia cuya referencia está fijada por la descripción.
Por ejemplo, en "Todo granjero que posee un burro le pega", el pronombre de burro "eso" se puede ampliar como una descripción definida para dar como resultado "Todo agricultor que posee un burro le pega al burro que tiene". Esta oración ampliada se puede interpretar de acuerdo con la teoría de las descripciones de Russell . 
Autores posteriores han atribuido un papel aún mayor a las descripciones definidas, hasta el punto de argumentar que los pronombres burros tienen la semántica, e incluso la sintaxis,  de descripciones definidas. Enfoques de este último tipo son generalmente llamados de tipo D .

### Teoría de la representación del discurso
Las oraciones burro se convirtieron en una fuerza importante en el avance de la investigación semántica en la década de 1980, con la introducción de la teoría de la representación del discurso (DRT). Durante ese tiempo, se hizo un esfuerzo por resolver las inconsistencias que surgieron de los intentos de traducir las oraciones burro a la lógica de primer orden .
La solución que proporciona DRT para el problema de las oraciones burro puede resumirse a grandes rasgos de la siguiente manera: La función semántica común de las frases nominales no anafóricas es la introducción de un nuevo referente del discurso , que a su vez está disponible para la unión de expresiones anafóricas. No se introducen cuantificadores en la representación, superando así el problema de alcance que tenían las traducciones lógicas.

## Análisis de oraciones burro
El objetivo de la gramática de Montague era mostrar cómo las oraciones de un lenguaje natural (como el inglés) podían traducirse a un lenguaje lógico formal y, por lo tanto, serían susceptibles de análisis matemático. Siguiendo a Russell , es típico traducir frases nominales indefinidas usando un cuantificador existencial , como en el siguiente ejemplo simple de Burchardt:
"Una mujer fuma". se traduce como {\displaystyle \exists x\,({\text{MUJER}}(x)\land {\text{FUMA}}(x))}
La frase prototípica del burro, "Todo agricultor que tiene un burro lo gana", requiere una consideración cuidadosa para una descripción adecuada (aunque leer "cada" en lugar de "todos" simplifica el análisis formal). El pronombre burro en este caso es la palabra eso . La traducción correcta de esta oración requerirá el uso de un cuantificador universal para el sintagma nominal indefinido "un burro", en lugar del cuantificador existencial esperado.
El primer intento ingenuo de traducción que se da a continuación no es una oración bien formada, ya que la variable se deja libre en el predicado.{\displaystyle {\text{GOLPEAR}}(x,y)}
{\displaystyle \forall x\,({\text{GRANJERO}}(x)\land \exists y\,({\text{BURRO}}(y)\land {\text{POSEE}}(x,y))\rightarrow {\text{GOLPEA}}(x,y))}
Puede intentarse ampliar el alcance del cuantificador existencial para vincular la instancia libre de, pero todavía no da una traducción correcta.
{\displaystyle \forall x\,\exists y\,({\text{GRANJERO}}(x)\land {\text{BURRO}}(y)\land {\text{POSEE}}(x,y)\rightarrow {\text{GOLPEA}}(x,y))}
Esta traducción es incorrecta ya que siempre es cierta. Dado cualquier objeto para ser sustituido, sustituyendo cualquier objeto que no sea burro por hace que el material condicional sea verdadero (ya que su antecedente es falso), y así la cláusula existencial es verdadera para cada elección de.
Una traducción correcta a la lógica de primer orden para la oración del burro parece ser
{\displaystyle \forall x\,\forall y\,(({\text{GRANJERO}}(x)\land {\text{BURRO}}(y)\land {\text{POSEE}}(x,y))\rightarrow {\text{GOLPEA}}(x,y))}
indicando que los indefinidos deben interpretarse a veces como cuantificadores existenciales, y otras veces como cuantificadores universales.
No hay nada de malo en las oraciones burro: son gramaticalmente correctas, están bien formadas y son significativas, y su sintaxis es regular. Sin embargo, es difícil explicar cómo las oraciones burro producen sus resultados semánticos y cómo esos resultados se generalizan de manera consistente con todos los demás usos del lenguaje. Si tal análisis tuviera éxito, podría permitir que un programa de computadora tradujera con precisión las formas del lenguaje natural a una forma lógica . Se desconoce cómo los usuarios del lenguaje natural, aparentemente sin esfuerzo, están de acuerdo en el significado de oraciones como los ejemplos. Se desconoce cómo los usuarios del lenguaje natural, aparentemente sin esfuerzo, están de acuerdo en el significado de oraciones como los ejemplos.
Puede haber varias formas equivalentes de describir este proceso. De hecho, Hans Kamp (1981) e Irene Heim (1982) propusieron de forma independiente explicaciones muy similares en terminología diferente, a las que llamaron teoría de la representación del discurso (DRT) y semántica de cambio de archivo (FCS), respectivamente.

## Lectura adicional
- Abbott, Barbara. 'Donkey Demonstratives'. Natural Language Semantics 10 (2002): 285–298.
- Barker, Chris. 'Individuation and Quantification'. Linguistic Inquiry 30 (1999): 683–691.
- Barker, Chris. 'Presuppositions for Proportional Quantifiers'. Natural Language Semantics 4 (1996): 237–259.
- Brasoveanu, Adrian. Structured Nominal and Modal Reference. Rutgers University PhD dissertation, 2007.
- Brasoveanu, Adrian. 'Uniqueness Effects in Donkey Sentences and Correlatives'.Sinn und Bedeutung 12 (2007):1.[1]
- Burgess, John P. ' E Pluribus Unum: Plural Logic and Set Theory', Philosophia Mathematica 12 (2004): 193–221.
- Cheng, Lisa LS and C.-T. James Huang. 'Two Types of Donkey Sentences'. Natural Language Semantics 4 (1996): 121–163.
- Cohen, Ariel. Think Generic! Stanford, California: CSLI Publications, 1999.
- Conway, L. and S. Crain. 'Donkey Anaphora in Child Grammar'. In Proceedings of the North East Linguistics Society (NELS) 25. University of Massachusetts Amherst, 1995.
- Evans, Gareth. 'Pronouns'. Linguistic Inquiry 11 (1980): 337–362.
- Geurts, Bart. Presuppositions and Pronouns. Oxford: Elsevier, 1999.
- Harman, Gilbert. 'Anaphoric Pronouns as Bound Variables: Syntax or Semantics?' Language 52 (1976): 78–81.
- Heim, Irene. 'E-Type Pronouns and Donkey Anaphora'. Linguistics and Philosophy 13 (1990): 137–177.
- Just, MA. 'Comprehending Quantified Sentences: The Relation between Sentencepicture and Semantic Memory Verification'. Cognitive Psychology 6 (1974): 216–236.
- Just, MA and PA Carpenter. 'Comprehension of Negation with Quantification'. Journal of Verbal Learning and Verbal Behavior 10 (1971): 244–253.
- Kadmon, N. Formal Pragmatics: Semantics, Pragmatics, Presupposition, and Focus. Oxford: Blackwell Publishers, 2001.
- Kamp, Hans and Reyle, U. From Discourse to Logic. Dordrecht: Kluwer, 1993.
- Kanazawa, Makoto. 'Singular Donkey Pronouns Are Semantically Singular'. Linguistics and Philosophy 24 (2001): 383–403.
- Kanazawa, Makoto. 'Weak vs. Strong Readings of Donkey Sentences and Monotonicity Inference in a Dynamic Setting'. Linguistics and Philosophy 17 (1994): 109–158.
- Krifka, Manfred. 'Pragmatic Strengthening in Plural Predications and Donkey Sentences'. In Proceedings from Semantics and Linguistic Theory (SALT) 6. Ithaca, New York: Cornell University, 1996. Pages 136–153.
- Lappin, Shalom. 'An Intensional Parametric Semantics for Vague Quantifiers'. Linguistics and Philosophy 23 (2000): 599–620.
- Lappin, Shalom and Nissim Francez. 'E-type Pronouns, i-Sums, and Donkey Anaphora'. Linguistics and Philosophy 17 (1994): 391–428.
- Lappin, Shalom. 'Donkey Pronouns Unbound'. Theoretical Linguistics 15 (1989): 263–286.
- Lewis, David. Parts of Classes, Oxford: Blackwell Publishing, 1991.
- Lewis, David. 'General Semantics'. Synthese 22 (1970): 18–27.
- Moltmann, Friederike. 'Unbound Anaphoric Pronouns: E-Type, Dynamic and Structured Propositions Approaches'. Synthese 153 (2006): 199–260.
- Moltmann, Friederike. 'Presuppositions and Quantifier Domains'. Synthese 149 (2006): 179–224.
- Montague, Richard. 'Universal Grammar'. Theoria 26 (1970): 373–398.
- Neale, Stephen. Descriptions. Cambridge: MIT Press, 1990.
- Neale, Stephen. 'Descriptive Pronouns and Donkey Anaphora'. Journal of Philosophy 87 (1990): 113–150.
- Partee, Barbara H. 'Opacity, Coreference, and Pronouns'. Synthese 21 (1970): 359–385.
- Quine, Willard Van Orman. Word and Object. Cambridge, Massachusetts: MIT Press, 1970.
- Rooij, Robert van. 'Free Choice Counterfactual Donkeys'. Journal of Semantics 23 (2006): 383–402.
- Yoon, Y-E. Weak and Strong Interpretations of Quantifiers and Definite NPs in English and Korean. University of Texas at Austin PhD dissertation, 1994.

- Datos: Q5296238

1. ↑  In 2007, Adrian Brasoveanu published studies of donkey pronoun analogs in Hindi, and analysis of complex and modal versions of donkey pronouns in English.